# Matthäus von Collin

Matthäus von Collin (1779–1824); Stich nach einem Gemälde von L. Kupelwieser

Matthäus von Collin (* 4. März 1779 in Wien; † 23. November 1824 ebenda, Vorort Penzing) war ein österreichischer Schriftsteller und Erzieher. Heute ist er vorwiegend durch seine von Franz Schubert vertonten Gedichte bekannt.

## Leben
Matthäus von Collin ist ein Sohn des Arztes Heinrich Joseph Collin (1731–1784) und dessen Ehefrau Elisabeth Edle von Fichtl aus einem 1755 geadeltem Beamtengeschlecht. Der Schriftsteller Heinrich Joseph von Collin war sein Bruder. Er wurde 1801 zum Dr. jur. promoviert und 1808 Professor der Ästhetik und Geschichte der Philosophie in Krakau; anschließend wirkte er als Hofkonzipist im Finanzdepartement in Wien.
Nachdem er sich bereits in jungen Jahren mit literarischen Versuchen profiliert hatte – es entstand u. a. ein Libretto nach einem Ossian-Sujet für Peter von Winter –, gab er ab 1814 die Allgemeine Literatur-Zeitung heraus und begründete 1818 die Wiener Jahrbücher der Literatur. Als deren Herausgeber war er ein einflussreicher Akteur in den literarischen Kreisen der Wiener Romantik. Seine Dramen, die Themen aus österreichischer Geschichte aufgreifen, werden als Vorläufer von Grillparzers historischen Tragödien betrachtet.
Seit 1815 wurde ihm die Erziehung des Napoleon-Sohnes Prinz von Parma (ab 1818: Herzog von Reichstadt), anvertraut. Collin wurde erst auf dem alten Penzinger Pfarrfriedhof beerdigt und später auf den Hietzinger Friedhof transferiert. Seine dortige Grabstätte wurde jedoch wiederbelegt und ist nicht erhalten.

## Werke
- Licht und Liebe (Schubert-Werkverzeichnis D. 352)
- Der Zwerg (Schubert-Werkverzeichnis D. 771)
- Wehmut (Schubert-Werkverzeichnis D. 772)
- Nacht und Träume (Schubert-Werkverzeichnis D. 827)
- Belas Krieg mit dem Vater, 1808
- Der Tod Friedrichs des Streitbaren, 1813